# SS15站
SS15站位于雪兰莪州梳邦再也市SS15区的增卡道（Persiaran Jengka），为格拉那再也线延伸段的高架车站，2016年6月30日开始运营。车站名称来源自该站东临的梳邦－双溪威15区（SS15），该区于1988年落成，主要是排屋和商业店铺，附近也有许多高等学府以及年轻人的休闲场所如咖啡厅、餐厅及饮料店。

## 车站结构
SS15站为高架三层岛式站台，沿增卡道南北方向布置，车站总长约90米，共设2个出入口，分别位于SS15和SS17。本站也设有自行车停放设施。该车站曾在规划时建议设立停车换乘（P+R）设施，以解决商业区停车位不足的问题，然而最终并没有建设多层停车场。

### 楼层分布
| 2层  | 1号站台            | 5 格拉那再也线 往鹅唛（梳邦再也）        |  |  |
|      | 岛式站台，右侧开门 |                                          |  |  |
|      | 2号站台            | 5 格拉那再也线 往布特拉高原（SS18）      |  |  |
| 1层  | 站厅               | 出入口、票务服务、自动售票机、人工服务台 |  |  |
| 地面 |                    | 楼梯、自动扶梯、无障碍电梯               |  |  |

## 出入口
| 5 格拉那再也线车站 |                                                       | |      |
|                    |                                                       | |      |
| 编号               | 指示                                                  | 设施 建议前往的目的地                                                                                          | 图片 |
| A                  | 梳邦百利 · Wisma Consplant · Wisma Tractors · SS 17 · | 接驳巴士站（771，SJ01）、出租车停靠处、私家车停靠处 SS 17、梳邦再也警局                                        |      |
| B                  | First Subang商场 · 梳邦广场 · 英迪国际学院 · SS 15 ·  | 接驳巴士站（771）、出租车停靠处、私家车停靠处 SS15商业区（奶茶街）、SS15 Courtyard商场、SS15巴刹、英迪国际学院 |      |

## 历史
- 2011年1月，车站获梳邦再也市议会批准兴建[7]。
- 2011年7月，车站开工[8]。
- 2015年7月，车站结构基本完成，站台建设中[9]
- 2016年，车站站名确定为SS15站[10]。
- 2016年6月30日，车站随延长段开通投入使用[1]。

## 接驳交通
| 接驳交通列表                                                     |
| ---------------------------------------------------------------- |
| 巴士 T770 （轻快铁接驳巴士） 771 雪兰莪精明巴士（免费服务） SJ01 |

## 图片集

车站建筑与高架轨道
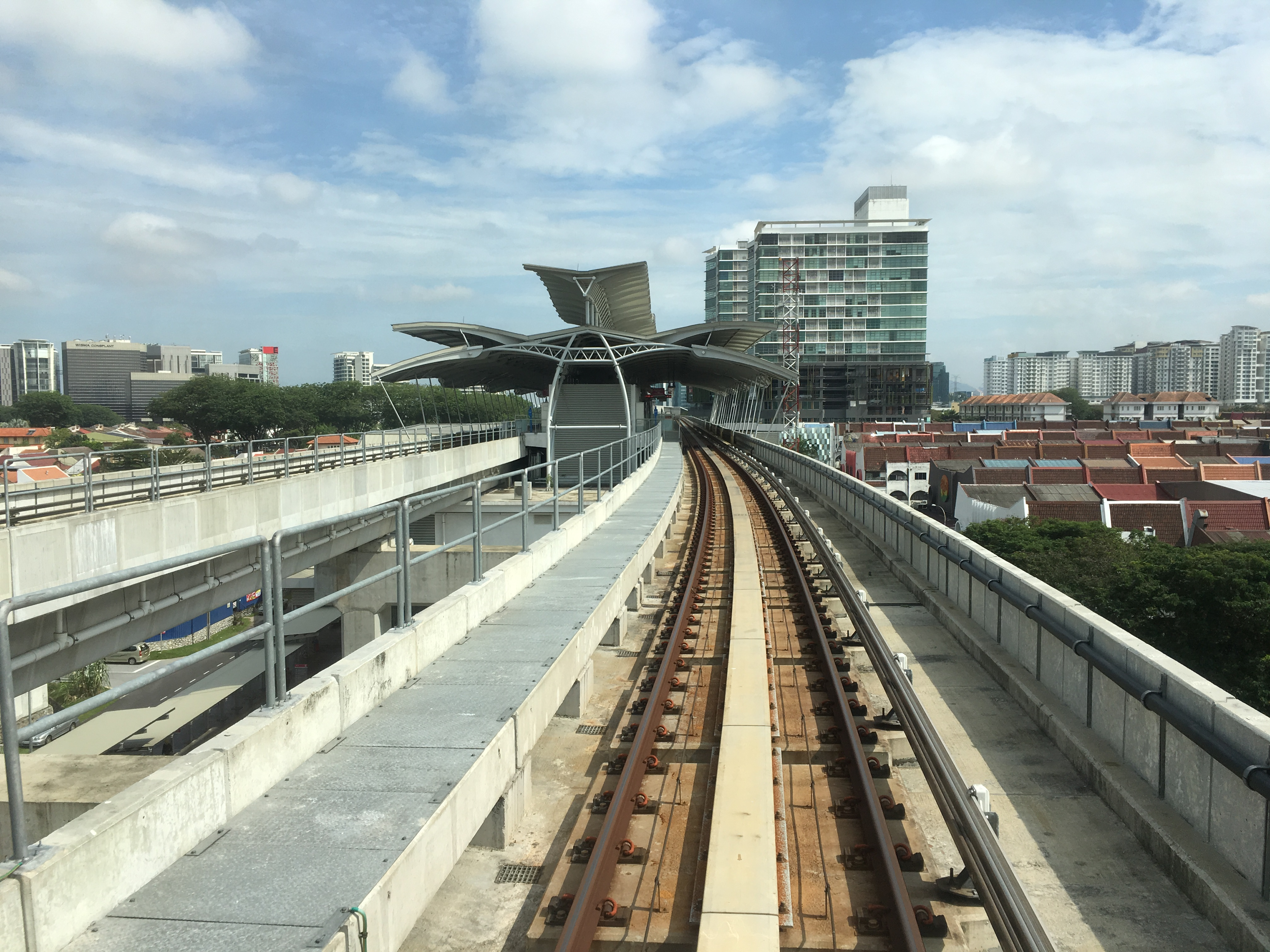
车站建筑外观
车站内的岛式站台
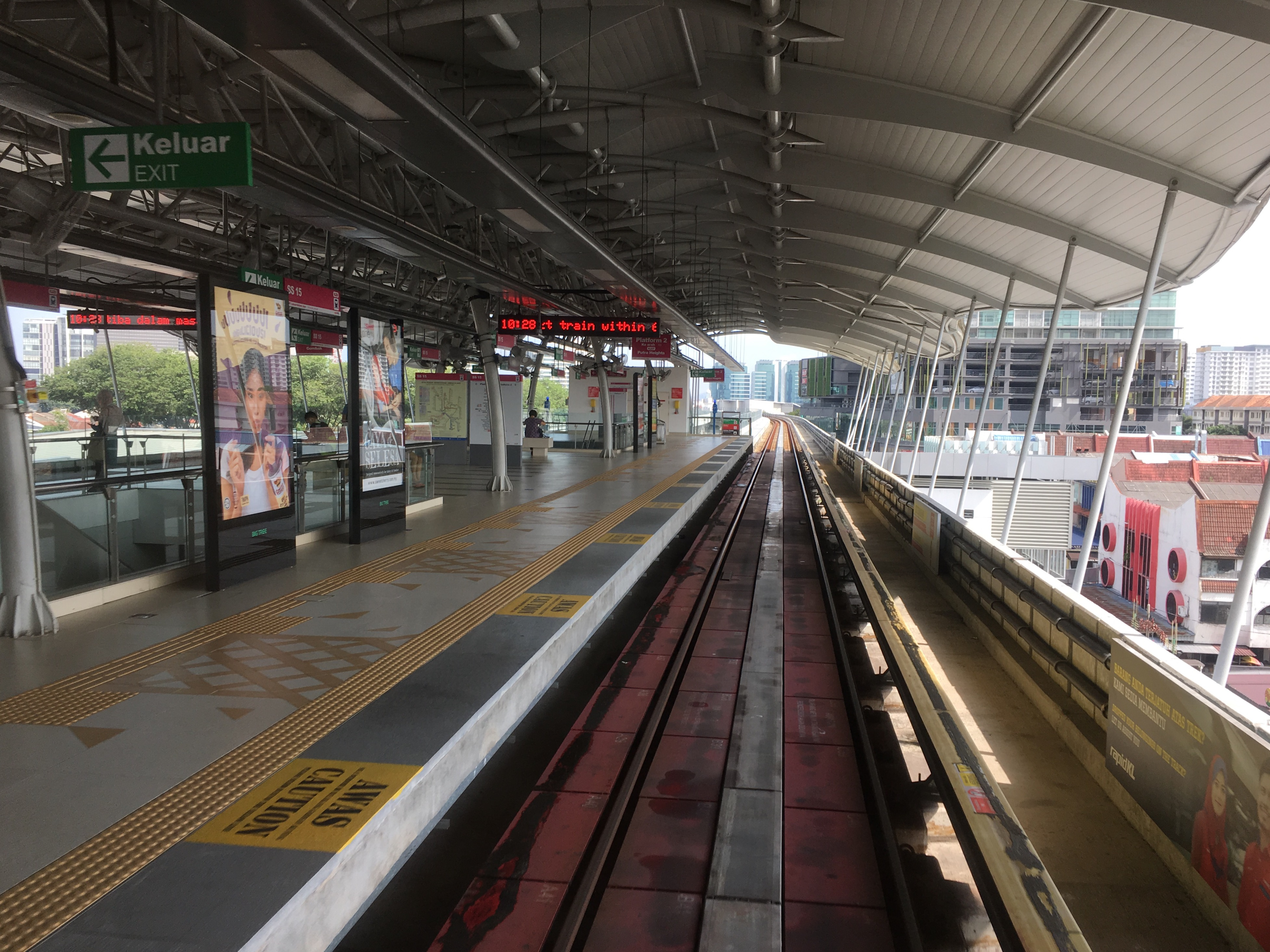
2号站台一览